# 北非戰場
第二次世界大战期间，从1940年6月10日至1943年5月16日在北非发生了北非战役。它包括发生在利比亚和埃及的沙漠（西部沙漠战役，也被叫做沙漠战争）以及摩洛哥和阿尔及利亚（火炬行动）和突尼斯（突尼西亞戰役）的战役。
战役在同盟国和轴心国之间展开。同盟国的战力主要来自英联邦和来自欧洲被德國滅國的流亡政府。美国于1941年珍珠港事件后加入战争并于1942年5月11日在北非开始直接军事援助。
北非的战斗开始于1940年6月10日意大利王國的宣战。6月14日英国陆军第11轻骑兵团（由第1皇家戰車团协助）穿过边界进入利比亚并夺取了意大利的卡普措要塞，随后意大利在意屬利比亞发动一波攻势进入了埃及并在1940年9月占领了西迪拜拉尼，随后在1940年12月英联邦展开了罗盘行动进行反击。在罗盘行动中，意大利第10军团被摧毁，为了防止轴心国全面失利，由埃尔温·隆美尔指挥的德国非洲军通过向日葵行动被派遣至北非，以增援意大利军队。
随后爆发了一系列为控制利比亚和埃及部分地区的拉锯战，至第二次阿拉曼战役达到顶点，当时由伯纳德·蒙哥马利中将指挥的英联邦部队给予轴心国部队决定性的打击，并将他们逐回突尼斯。美军参战后的1942年，盟军得以從意大利皇家海軍手中重新奪回地中海制海權，並发起火炬行动向西北非洲进攻，爆发了与維琪法国部队的战斗（随后法军改变了立场），最终盟军将轴心军包围在突尼斯北部并迫使他们投降。
由於轴心国在东部战线同時对抗苏联，减轻了英軍及后来的美軍在北非的压力。英軍成功地透过破解敵方密码訊息來蒐集情报，亦是盟军在北非戰場取勝的关键因素。

## 西部沙漠战役
1940年6月10日意大利站在德国一边向法国和英国宣战。以埃及为基地的英军受命負責防御行动，但尽可能的不进行挑衅。然而，6月11日英軍开始了一系列对意大利在利比亚的阵地的袭击。随着6月25日法国战败，在的黎波里塔尼亚本来被用来和突尼斯的法军对峙的意大利军，被调动至昔兰尼加以增援意大利第10军团。加上由阿奇博尔德·韦维尔将军领导的英军装备不断损失，他命令停止袭击并在埃及边境派一小支部队进行防御。
意大利独裁者贝尼托·墨索里尼命令第10军团于8月8日入侵埃及。两天后入侵没有开始，墨索里尼指令格拉齊亞尼元帅，德国的海獅計畫马上就要开始，于是格拉齊亞尼元帥也發動攻击。9月8日，受到运输缺乏、军官训练程度欠佳和支援武器不足等負面影響的意大利軍受命开始入侵埃及，入侵计畫是由實力有限的意大利装甲部隊在沙漠的侧翼行动，其餘部隊則同時沿著海岸公路前进。面對意大利軍的进攻，韦维尔命令他的防卫部队袭扰前进中的意大利军，随后退往迈尔萨－马特鲁，該處驻有英军地面主力部队。英軍第7装甲师被安置在沙漠的侧面，使其可以突击意大利军侧翼。
9月16日，意大利军前进至迈尔萨－马特鲁以西大约80哩（130公里）的Maktila，并因为補给问题停留于该地；尽管墨索里尼催促继续前进，格拉齊亞尼仍命令他的部队在西迪巴拉尼周围挖掘战壕，并加强已建好的前线营地；其他的部队也被安置在主力部队后方。针对分散的意大利軍营地，英軍计划了一个为期5天的有限攻势：罗盘行动，一个接一个的攻击这些防御营地。总共36,000人的英軍部队于12月9日攻击了意大利军部署於前緣的10个强大的師。随着行動初期的成功，参加罗盘行动的英军追击退却的意大利军。次年1月，设防城镇巴迪亚和托布鲁克被盟軍攻佔，逃跑的意大利军在比达夫门被穿越了西部沙漠的英軍第7装甲师截住；在比达夫门战役中，残余的意大利军投降，在10个星期之内，盟军推进到了阿格海拉并摧毁了意大利第10军团，在战斗中俘获了130,000名俘虏。
意大利派出摩托化和装甲部队前往增援非洲来作出回应，从1941年2月一直持续到1941年5月初；由埃尔温·隆美尔指挥的德國非洲軍於向日葵行动中抵达的黎波里，以增援他们的意大利盟友，並阻止英军把意大利人赶出该地区的企图。推进中的英军部队（原本為「西部沙漠兵團」，此時已被重新命名为第13军）采取了防御姿态，并在将来的几个月中得到增强，在把英军的大部分部队部署到希腊的同时，第7装甲师被部署在尼罗河三角洲——那里部署的大多是经验或實力不足及正在整补的部队。
尽管隆美尔仅仅被命令维持战线，但是他於1941年3月从阿格海拉发动的一次装甲侦察，很快就变成了一场全面攻势。3、4月间，盟军被迫后退，并且有指挥層級人员被俘。澳大利亚第9步兵师退往港口要塞托布鲁克，其餘的盟军則再向东撤退100哩（160公里），退至利比亚和埃及边境。在托布鲁克被軸心軍主力包围的同时，軸心軍在一场小型战役後也继续向东推进，並乘势攻佔了卡普措要塞和巴迪亚，然后进入埃及，並在4月底佔领了塞盧姆和战略上重要的哈法雅隘口。隆美尔防守这些阵地，同時整補戰鬥單位并命令其处于防御态势。
托布鲁克的守军尽管在陆地上被孤立，但英國皇家海軍仍持續為其提供增援和补给。同時，隆美尔未能佔领港口，这一點造成重大的影響，因為隆美尔在塞卢姆的前沿阵地位于通往的黎波里的漫长补给线的终点，托布鲁克守军對這條補給線構成威胁；隆美爾必须大量投入兵力以包圍托布鲁克，導致他無法有效增强在塞卢姆的軸心軍部隊，从而使隆美爾进一步深入埃及的目標变得不切实际，盟军遂藉由守住托布鲁克而重新掌握主动权。
双方僵持了一段時間之後，盟军发起了一次名为「简洁行动」的小规模攻勢，尝试攻击轴心军使其退过边境。随后盟軍又发动了一次大规模攻势战斧行动，打算解除托布鲁克之围，但这个行动也失败了。

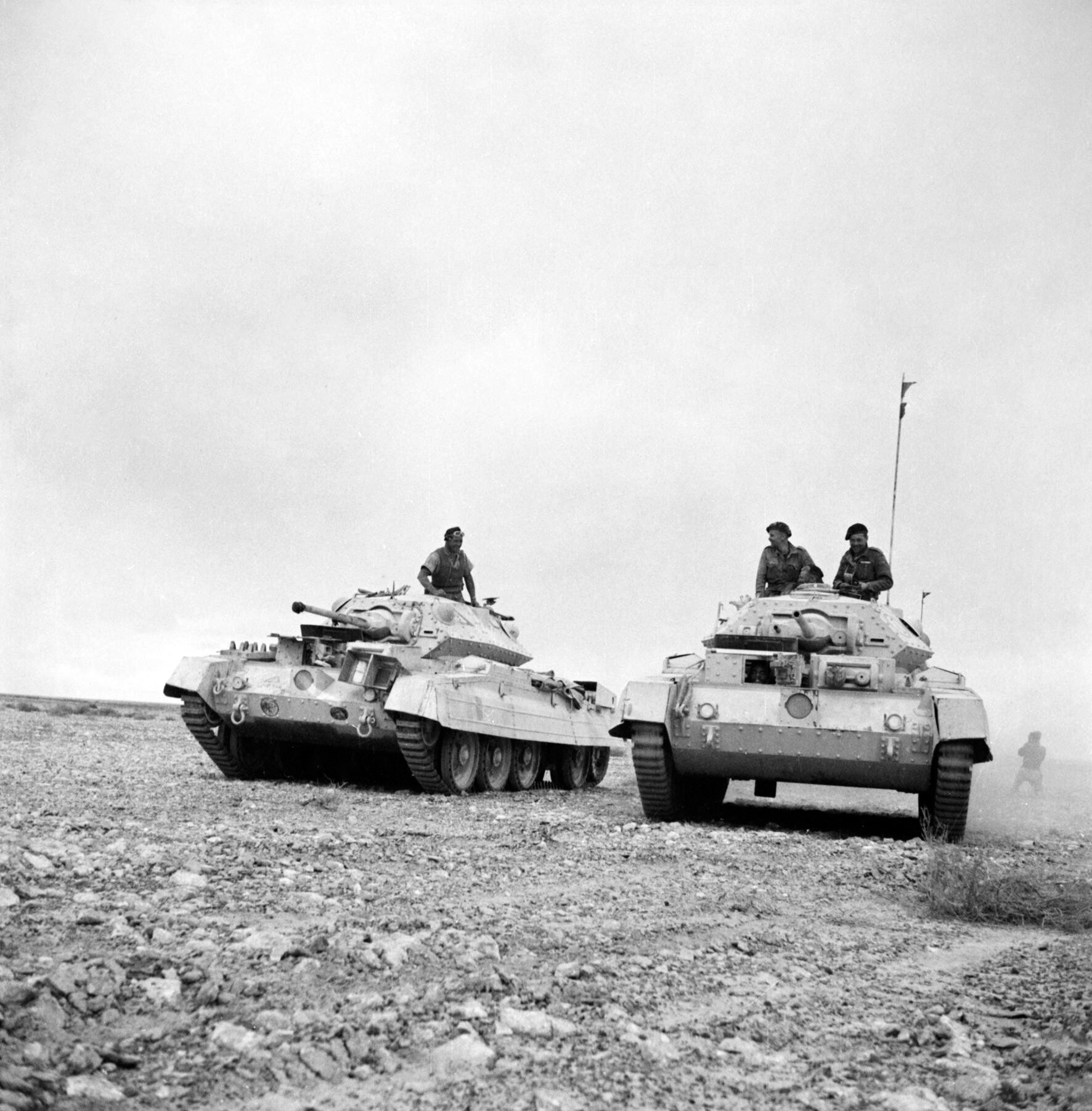
1941年11月26日，英军的十字军戰車在西部沙漠开往前线

盟军于僵持期间重组指揮系統：克劳德·奥金莱克继阿奇博尔德·韦维尔之后成为中东司令部总司令，盟軍在西部沙漠的部隊得到另一个军的增援，组成了新的第8军团，由来自英军、澳军、英属印度部队、紐西兰部隊和南非部队的多個单位组成，另外也包括来自自由法国、由馬利－皮埃尔·柯尼希（Marie-Pierre Koenig）指挥的一个旅。新的軍团於1941年11月发动了一次新的攻势：十字军行动。至1942年1月，該行动取得了豐碩的成果，夺回近期被德軍和意大利軍佔领的所有地区。因此，雙方對峙的战线再度回到阿格海拉。
在从的黎波里得到补给和增援以后，轴心軍再次发动进攻，並於1942年6月在加查拉（Gazala）击败了盟军，并攻佔了托布鲁克。轴心军将盟軍第8军團驱入埃及边境，在7月的第一次阿拉曼战役中，軸心軍的推进始被阻止於距离亞歷山卓仅90哩（140公里）处。
克劳德·奥金莱克将军在盟軍於加查拉失利之后亲自担任第8军團指挥官，並在第一次阿拉曼战役后被解职，由哈罗德·亚历山大将军取代。威廉·戈特（William Gott）中将最初被指定为第8軍團司令，但他于赴任途中座機遭德軍戰機擊落而身亡，伯纳德·蒙哥马利中将因而遞補上任，最终蒙哥马利在沙漠战役的剩余时间都負責指挥第8军團。
1942年6月底，轴心军在阿拉姆哈勒法发起了一轮新的攻势尝试侵入开罗，但是被击退。经过一系列的集结和训练之后，蒙哥馬利指揮的英军发動了一场大规模攻势，在1942年10月的第二次阿拉曼战役中决定性地击败了軸心军。第8軍团向西追赶轴心军，並于1943年1月中旬攻佔了的黎波里；2月，第8軍团在靠近马雷斯防线处對抗軸心軍装甲部队，并編入受哈罗德·亚历山大将军指挥的盟軍第18集团军（轄英軍第1軍團及英軍第8軍團，轄下單位包括來自美國、英國、大英國協、及效忠自由法國等歐洲流亡政府的部隊），最後於突尼斯战役结束了北非战事。

## 火炬行动

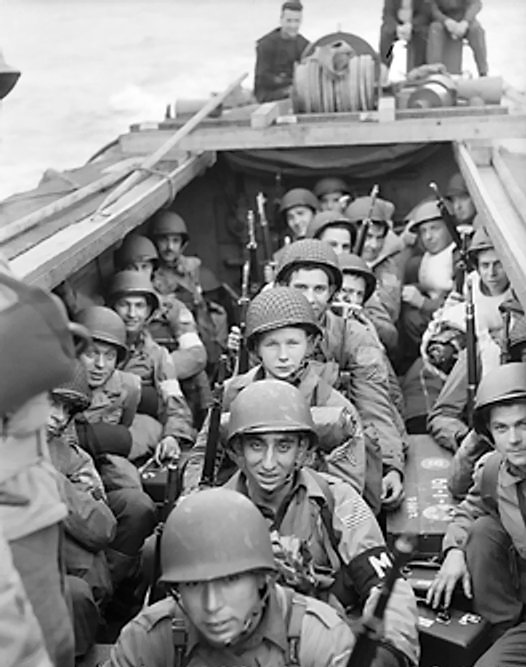
在一艘登陆艇甲板上的美军

火炬行动开始于1942年11月8日，于11月11日结束。在对軸心军展开钳形攻势的尝试中，盟军（美国和大英國協）设想在维琪法国控制下的法属北非登陆只会遭到微弱的抵抗。然而，除了11月8日在阿尔及尔法国抵抗运动成功的发动了一场政变，在登陆之前逮捕了维琪法国的指挥官并压制了第19军，维琪法国部队在奥兰和摩洛哥对盟军进行了激烈的抵抗。因此，在阿尔及尔的登陆没有遭到实际抵抗，在第一天城市连同整个维琪法国北非指挥部就被攻佔。经过三天的谈判和威胁，马克·克拉克和德怀特·艾森豪威尔将军迫使维琪海军上将弗朗索瓦·达尔朗（和阿尔方斯·朱安将军）命令在奥兰和摩洛哥的维琪法军在11月10日-11日停止军事抵抗，附带条件是达尔朗将成为一名自由法国机构的领导人。在火炬行动期间，美国、维琪法国、和德国海军舰只爆发了卡萨布兰卡海战，美軍取得了决定性的胜利。
盟军登陆促使於11月10日德國和意大利占领了武裝中立的维琪法国（安東行動）。當天意大利已佔領了至隆河東面的法國南部、科西嘉島以及中立的摩納哥，其餘由德國佔領。此外，維希法軍在土伦的舰队被意大利俘获，大部分舰只都被盟军凿沉，以防止它们被轴心国利用。在北非的维琪军队加入了盟军（参加自由法国军队）

## 突尼斯战役
随着火炬行动的登陆（1942年11月上旬），11月10-11日隨著安東行動，意大利軍隊控制了法屬突尼西亞，設立了意屬突尼西亞取代了維希法國殖民政府，並开始加强在突尼斯的军队，以填补退出的维琪法國部队留下的空缺。在这段虚弱的时期，盟军决定当德意兩國和维琪政权争斗之时快速前进进入突尼斯。因为维琪部队不确定的情况和意图，很多盟军士兵被用于驻防任务。

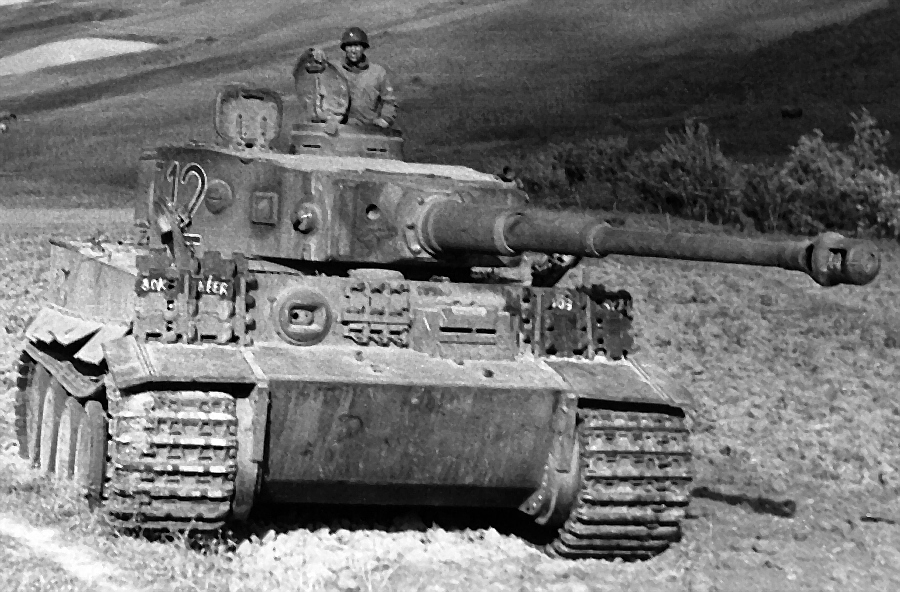
德军第501重戰車营的虎I式戰車在突尼斯

至1942年11月中旬，盟军已经能够进入突尼斯，但仅有一个师的兵力。至12月上旬，东部任务部队被再次指定为肯尼斯·安德森将军指挥的英国第1軍团，包括英军第78步兵师、第6装甲师、第1伞兵旅、第6突击大队以及美军第1装甲师的部分单位。但在此时，一个德国和五个意大利师从欧洲被船运到此，且盟军机场远离前线，给予了轴心国在战场上完全的空中优势。盟军向东前进至距突尼斯不到19哩（30公里）处被阻止并退却。
随后在冬季形成了僵局，在此期间双方继续加强他们的實力。至新年，英国第1軍团拥有一个英国军、一个美国军和一个法国军（另一个英国军司令部于4月份建立）。2月份的后半，在突尼斯东部隆美尔和馮·阿尼姆取得一些成功，主要是面对没有经验的法軍和美军，特别是在凱賽林隘口战役中面对由劳埃德·弗雷登道尔少将指挥的美軍第2军。
至3月份初，沿着北非海岸向西前进的第8軍团到达了突尼斯边境。隆美尔和馮·阿尼姆发现他们自己处于盟军的两面夹击之中。他们被在武器和数量上处于优势的对手从侧翼包围。3月下旬，第8軍团迂回至轴心軍的马雷斯防线，同时在4月中旬第1軍团在突尼斯中部发动了主要攻势以挤压轴心军，直至他们在非洲的抵抗崩溃。轴心军于1943年5月13日投降，战斗中超过27,5000人被俘。尽管有很大比例的轴心军逃出了突尼斯，但这些经验丰富军队的巨大损失仍大大降低了轴心国势力的军事能力。这次在非洲的失败导致了意大利所有在北非的殖民地包括意屬突尼西亞和利比亞被佔领。

## 结果
盟军在北非战役胜利之后，意大利战役开始。西西里入侵在两个月后展开。

世界上第一支特種部隊「SAS」在北非戰場初期組織而成，日後於歐洲各處戰場活躍。戰後也成為世界各國家仿傚的對象，各大強國也開始組建自己國家專屬的特種部隊。

### 脚注
1. ↑  美军在突尼斯战役中损失了18558人，同时英军在整个北非战役损失了220000人，法国和其他盟国的损失数据則未見提供[1]。英国的官方战史和历史学家Rick Atkinson提供了一个美军损失较少的数据，他们提出总共损失18221人，其中2715人死亡、8978受伤、6528人失踪[2][3]
2. ↑  Feldgrau网认为共計12808名德军在战役期间陣亡，更有90052人失踪，但没有提供受伤数据[5] 历史学家约翰·Keegan记载238000人被俘。[6] 一份1957年意大利的研究指出在战役期间共有22341名意大利官兵陣亡或列入失踪名单。[7]

### 引用
1. 1 2  Zabecki, North Africa
2. ↑  Playfair, p. 460
3. ↑  Atkinson, p. 536
4. 1 2 3  Barclay, Mediterranean Operations
5. ↑  Feldgrau website. . （原始内容存档于2017-03-26）.
6. ↑  Keegan 2001, p. 638
7. ↑  Roma:Instituto Centrale Statistica' Morti E Dispersi Per Cause Belliche Negli Anni 1940-45 Rome 1957